# مسجد طباطبائی
مسجد طباطبائی مربوط به دوره پهلوی اول است و در کرمان، انتهای خیابان سپه، تقاطع خیابان فردوسی واقع شده و این اثر در تاریخ ۵ آذر ۱۳۸۰ با شمارهٔ ثبت ۴۴۰۱ به‌عنوان یکی از آثار ملی ایران به ثبت رسیده است.